# Dublin (Geòrgia)
Dublin és una població dels Estats Units a l'estat de Geòrgia. Segons el cens del 2000 tenia 15.857 habitants.

## Demografia
Segons el cens del 2000, Dublin tenia 15.857 habitants, 6.130 habitatges, i 4.027 famílies. La densitat de població era de 463,5 habitants/km².
Dels 6.130 habitatges en un 31,1% hi vivien nens de menys de 18 anys, en un 39,2% hi vivien parelles casades, en un 23,2% dones solteres, i en un 34,3% no eren unitats familiars. En el 31,1% dels habitatges hi vivien persones soles el 12,7% de les quals corresponia a persones de 65 anys o més que vivien soles. El nombre mitjà de persones vivint en cada habitatge era de 2,44 i el nombre mitjà de persones que vivien en cada família era de 3,05.
Per edats la població es repartia de la següent manera: un 26,7% tenia menys de 18 anys, un 9% entre 18 i 24, un 24,8% entre 25 i 44, un 22,2% de 45 a 60 i un 17,2% 65 anys o més.
L'edat mediana era de 37 anys. Per cada 100 dones de 18 o més anys hi havia 80,2 homes.
La renda mediana per habitatge era de 28.532 $ i la renda mediana per família de 36.463 $. Els homes tenien una renda mediana de 30.830 $ mentre que les dones 21.553 $. La renda per capita de la població era de 16.560 $. Entorn del 22,5% de les famílies i el 27,5% de la població estaven per davall del llindar de pobresa.

## Poblacions més properes
El següent diagrama mostra les poblacions més properes.